# Nuoto pinnato ai Giochi mondiali 2022 - 100 m bi-pinne maschile
La gara dei 100 m bi-pinne maschile di nuoto pinnato ai Giochi mondiali 2022 si è svolta l'8 luglio 2022 a Birmingham. Il programma non prevedeva turni preliminari ma solamente la finale.

## Risultati
| Pos | Atleta                  | Nazione  | Tempo |
| --- | ----------------------- | -------- | ----- |
|     | Péter Holoda            | Ungheria | 42.35 |
|     | Szymon Kropidłowski     | Polonia  | 42.41 |
|     | Christos Ioannis Bonias | Grecia   | 42.59 |
| 4   | Stylianos Chatziiliadis | Grecia   | 42.68 |
| 5   | Kelen Cséplő            | Ungheria | 42.92 |
| 6   | Viktor Riepin           | Ucraina  | 43.12 |
| 7   | Adrien Ghirardi         | Francia  | 43.70 |
| 8   | Ahmed Ehab Ibrahim      | Egitto   | 44.81 |